# Narcyz Łopianowski
Narcyz Łopianowski ps. „Sarna”, „Komedia”, po wojnie Narcyz Sarna – Łopianowski vel Stanisław Wilczek, (ur. 29 października 1898 w Stokach, zm. 21 czerwca 1984 w Vancouver) – rotmistrz Wojska Polskiego i major kawalerii Polskich Sił Zbrojnych, medalista międzynarodowych konkursów hippicznych, uczestnik wojny polsko-bolszewickiej, Powstania Warszawskiego, więzień NKWD i sowieckich łagrów, cichociemny. Znajomość języków: niemiecki, rosyjski, angielski, białoruski.  Zwykły Znak Spadochronowy nr 0209, Bojowy Znak Spadochronowy nr 1556.

## Życiorys
Urodził się  w rodzinie Ignacego i Marii z domu Woronkow. Uczył się w szkole powszechnej w majątku Stoki, następnie w szkole średniej w Wilnie. Od października 1918 w plutonie szkolnym Samoobrony Wileńskiej Od listopada przydzielony do szwadronu zapasowego 4 Pułku Ułanów Zaniemeńskich w Białymstoku, w kwietniu 1919 w obronie Wilna, ranny w walce wręcz na bagnety.
Uczestniczył w wojnie polsko – bolszewickiej, w składzie 4 Pułku Ułanów Zaniemeńskich, następnie 21 Pułku Ułanów Nadwiślańskich w Równem. Od września 1925 do lipca 1927  w szkole oficerskiej, po jej ukończeniu awansowany na stopień podporucznika. Przydzielony jako dowódca plutonu 2 szwadronu 1 pułku Ułanów Krechowieckich w Augustowie, następnie zastępca dowódcy, od 1929  dowódca 1 szwadronu karabinów maszynowych.
Od 28 grudnia 1936 oficer mobilizacyjny 1 Pułku Ułanów Krechowieckich oraz komendant rejonu (powiat augustowski) Przysposobienia Wojskowego konnego „Krakusów” przy 1 PUK. Awansowany na stopień rotmistrza, ze starszeństwem od 19 marca 1937 i 74. lokatą w korpusie oficerów kawalerii. Do września 1939  prowadził prace spiętrzające wody Kanału Augustowskiego oraz rzeki Biebrzy w celu utworzenia bagien, utrudniających przejście oddziałów zmotoryzowanych i pancernych.
W kampanii wrześniowej 1939 początkowo jako organizator ewakuacji rodzin wojskowych z garnizonu w Augustowie do Parczewa. Następnie wyjechał do Grodna, potem do Białegostoku, wraz ze szwadronem zapasowym pułku dotarł do Wołkowyska. Przydzielony jako dowódca 2  szwadronu 101 pułku ułanów w składzie Brygady Rezerwowej Kawalerii Wołkowysk. Od 14 do 16 września przygotowywał szwadron do uzyskania pełnej gotowości bojowej w Biskupicach k. Wołkowyska, następnie przedostał się przez Niemen, dotarł do Grodna. 
Po agresji ZSRR na Polskę wziął udział w obronie Grodna przed Armią Czerwoną, w walce m.in. z karabinu przeciwpancernego uszkodził sowiecki czołg  uniemożliwiając przedarcie się Sowietów przez most do miasta.  Następnego dnia, okrążony przez nieprzyjaciela, 101 pułk pomyślnie przebił się w kierunku Litwy, walcząc pod Kodziowcami, zniszczył 17 czołgów. Było to największe zwycięstwo w wojnie polsko – sowieckiej 1939. 
Ranny w nogę, od 23 września leczony na Litwie, w rejonie Stanowisk, Olity, następnie Rakiszek. Pod koniec grudnia internowany w obozie  w Kalwarii wstąpił do Tajnej Organizacji Niepodległościowej. Po przejęciu obozu przez Sowietów 19 lipca 1940, następnego dnia wywieziony przez Mińsk, Smoleńsk do Suchenicz, stamtąd w kolumnie marszowej 13 lipca dotarł do łagru w Kozielsku.  Był to obóz specjalny NKWD, w którym od lata 1940 przejściowo zgromadzono ok. 2,6 tys. polskich jeńców internowanych w krajach nadbałtyckich. Wiosną 1941 ok. 1,4 tys. jeńców wywieziono do obozu NKWD w miejscowości Ponoj w obwodzie murmańskim nad Morzem Białym (Rosja) na budowę NKWD nr 106, tj. do przymusowej pracy przy budowie lotniska wojskowego. Na przełomie czerwca i lipca 1941 ok. 1,2 tys. pozostałych jeńców ewakuowano do obozu NKWD w Griazowcu na Wołogdą (Rosja).
Na rozkaz gen. bryg. Wacława Przeździeckiego (któremu Sowieci zaproponowali tworzenie Armii Polskiej w ZSRR) zadeklarował gotowość współpracy z Sowietami. Miał rozpoznać sowieckie działania oraz ustalić nazwiska polskich oficerów kolaborujących z NKWD. 9 października 1940 z grupą oficerów przewieziony do Moskwy, osadzony początkowo w celi nr 74 więzienia Butyrki, po dwóch dniach w celi nr 62 więzienia NKWD na Łubiance. Podczas swojego uwięzienia na Łubiance przesłuchiwany przez płk NKWD Siergieja Jegorowa w pokoju nr 523. W tym czasie NKWD planowała z przewiezionych do Moskwy 28 polskich oficerów, z różnych rodzajów broni i służb, po odpowiedniej indoktrynacji, utworzyć zalążek sztabu planowanej polskiej dywizji w ZSRR. Po spotkaniu 24 grudnia 1940 na Łubiance z płk. Zygmuntem Berlingiem i Eustachym Gorczyńskim następnego dnia przeniesiony z kilkoma oficerami do tzw. willi szczęścia (lub willi rozkoszy) w Małachówce – gdzie w luksusowych warunkach mieli zostać zindoktrynowani.
Po odmowie podpisania „deklaracji lojalności” oraz proteście wobec zawieszenia portretów m.in. Lenina i Stalina, od 26 marca 1941 osadzony w celi nr 95 więzienia na Butyrkach, następnie więzienia w Putywlu. Po układzie Sikorski-Majski zwolniony, w sierpniu 1941 wstąpił do Armii Polskiej w ZSRR, formowanej przez gen. Władysława Andersa. Przydzielony do dywizjonu rozpoznawczego 5,jako dowódca 2 szwadronu 5 dywizjonu kawalerii, a potem w 8 Dywizji Piechoty. Wiosną 1942 wraz z armią ewakuowany do Iranu i Palestyny. Od października 1942 w Wielkiej Brytanii, przydzielony jako dowódca plutonu 1 Pułku Rozpoznawczego 1 Dywizji Pancernej gen. Maczka.
Zgłosił się do służby w kraju. Przeszkolony ze specjalnością w broni pancernej na kursach specjalnych dla kandydatów na cichociemnych m.in.  dywersyjno – strzeleckim (STS 25, Inverlochy), podstaw wywiadu (STS 34, Bealieu), pancernym, łączności „Eureka – Rebeka, „S-Phone” (STS 40, Howbury Hall), sabotażu (STS 17, Brickendonbury Manor), spadochronowym, walki konspiracyjnej, odprawowym (STS 43, Audley End), i in. Zaprzysiężony na rotę ZWZ/AK 23 września 1943 w Chicheley przez szefa Oddziału VI (Specjalnego), przydzielony do tego Oddziału, awansowany na stopień majora ze starszeństwem od 16 kwietnia 1944.
Przerzucony do okupowanej Polski w nocy 15/16 kwietnia 1944, w sezonie operacyjnym „Riposta”, w operacji lotniczej „Most 1" (brytyjski kryptonim: „Wildhorn I”). Samolot Dakota FD-919 „I” (267 Dywizjon RAF) po starcie z lotniska Campo Casale  nieopodal Brindisi wylądował o godz. 00.40 na polowym lotnisku „Bąk” w okolicach miejscowości Matczyn, 35 km od Lublina. Razem z nim przerzucono cichociemnego: por. Tomasza Kostucha ps. Bryła. Samolotem z Polski odlecieli: gen. Stanisław Tatar ps. Turski, ppłk. Marian Dorotycz-Malewicz ps. Roch, por. Andrzej Pomian ps. Dowmuntt oraz wysłannik Delegata Rządu Zygmunt Berezowski i przedstawiciel Stronnictwa Ludowego Stanisław Ołtarzewski.
Po skoku aklimatyzacja do realiów okupacyjnych w Warszawie, od maja 1944 przydzielony jako zastępca mjr Stanisława Łętowskiego, dowódcy Ośrodka Pancernego Komendy Obszaru Warszawa AK.
W Powstaniu Warszawskim początkowo jako dowódca odwodu utworzonego z Ośrodka Pancernego Obszaru Warszawa w 2 Rejonie Obwodu Śródmieście AK. Od 8 sierpnia w  Podobwodu Śródmieście Południowe, od 13 sierpnia dowódca odcinka taktycznego „Sarna” (rejon pomiędzy Alejami Jerozolimskimi, Hożą, Marszałkowską i Nowym Światem). Pod jego rozkazami znajdowały się bataliony: „Bełt” (wraz z pozostałymi przy życiu ludźmi z „Dzika”), zastąpiony 11 września przez „Ostoję”, a także bataliony „Sokół” i „Stefan”. Walczył w Śródmieściu Południowym, dwukrotnie ranny: 21 sierpnia oraz 11 września. 22 września 1944 odznaczony przez dowódcę Armii Krajowej, gen. dyw. Tadeusza Komorowskiego Krzyżem Srebrnym Orderu Virtuti Militari, 1 października 1944 przez gen. bryg. Antoniego Chruściela odznaczony Krzyżem Walecznych.
Po kapitulacji powstania w niemieckiej niewoli, osadzony w stalagu Küstrin  (Kostrzyn nad Odrą) następnie w Oflagu VII A Murnau. Uwolniony 28 kwietnia 1945 przez żołnierzy amerykańskich 12. Dywizji Pancernej gen. Rodericka R. Allena.
25 czerwca 1945 zameldował się w Oddziale VI (Specjalnym) Sztabu Naczelnego Wodza, przydzielony do Centrum Wyszkolenia Broni Pancernej, następnie do Ośrodka Zapasowego. Po demobilizacji przez 3 lata pracował w Londynie jako technik dentystyczny. W 1954 wyjechał do Kanady, zamieszkał w Montrealu następnie w Vancouver. Działał w środowisku polonijnym, m.in. w Polskim Towarzystwie „Zgoda”, Stowarzyszeniu Polskich Kombatantów. Wieloletni delegat Rządu R.P. na uchodźstwie na Kanadę. Korespondent tygodnika „Głos Polski” (pod ps. Sarna), publicysta „Gwiazdy Polarnej” (USA). Autor książki  pt. Rozmowy z NKWD 1940 – 1941. W 1980 opublikował też w „Gwieździe Polarnej” artykuł o bitwie pod Kodziowcami.
W kwietniu 1952 złożył raport w sprawie pobytu w Małachowce przed komisją Kongresu ds. Zbrodni Katyńskiej. W 1955 awansowany na stopień podpułkownika kawalerii.
W 2007 roku Telewizja Polska wyprodukowała w ramach Sceny Faktu spektakl pt. Willa szczęścia, w oparciu o książkę podpułkownika, w rolę rtm. Narcyza Łopianowskiego wcielił się Marcin Perchuć.

## Życie rodzinne
W 1933 zawarł związek małżeński z Ireną z domu Jaworowską (1913-1987), absolwentką Wyższej Szkoły Handlowej, uczestniczką Powstania Warszawskiego, podporucznik, łączniczką ps. Irena na odcinku „Sarna”. Mieli dwóch synów: Narcyza Marka (ur. 1934) inżyniera elektronika, Andrzeja (ur. 1937) lekarza oraz córkę Elżbietę (ur. 1948).

## Sukcesy sportowe
Pomimo poświęcenia się karierze wojskowego, Narcyz Łopianowski był także utalentowanym sportowcem. Od 1931  uczestnik oraz medalista wielu międzynarodowych konkursów hippicznych, m.in. na klaczy Sarna, od której przyjął swój pseudonim w AK. W latach 30. brał udział w konkursach jeździeckich rangi ogólnopolskiej i międzynarodowej, zdobywając kilka nagród. Do najważniejszych należały:
- 3. miejsce na Międzynarodowym Konkursie Hippicznym (Konkurs Otwarcia) w Warszawie - czerwiec 1933,
- 3. miejsce na Międzynarodowym Konkursie Hippicznym (Konkurs Armii Zagranicznych) w Warszawie - 6 czerwca 1936,
- 6. miejsce podczas Jeździeckich Mistrzostw Polski w Skokach przez Przeszkody (Łazienki) - 4 października 1931[3]

## Ordery i odznaczenia
- Krzyż Srebrny Orderu Virtuti Militari nr 11499[7] - 22 września 1944
- Krzyż Kawalerski Orderu Odrodzenia Polski - 27 lutego 1962[8]
- Krzyż Walecznych - 22 września 1944
- Srebrny Krzyż Zasługi - 19 marca 1937[9]
- Medal za Odwagę w Sprawie Wolności (Wielka Brytania)